# Chinesco

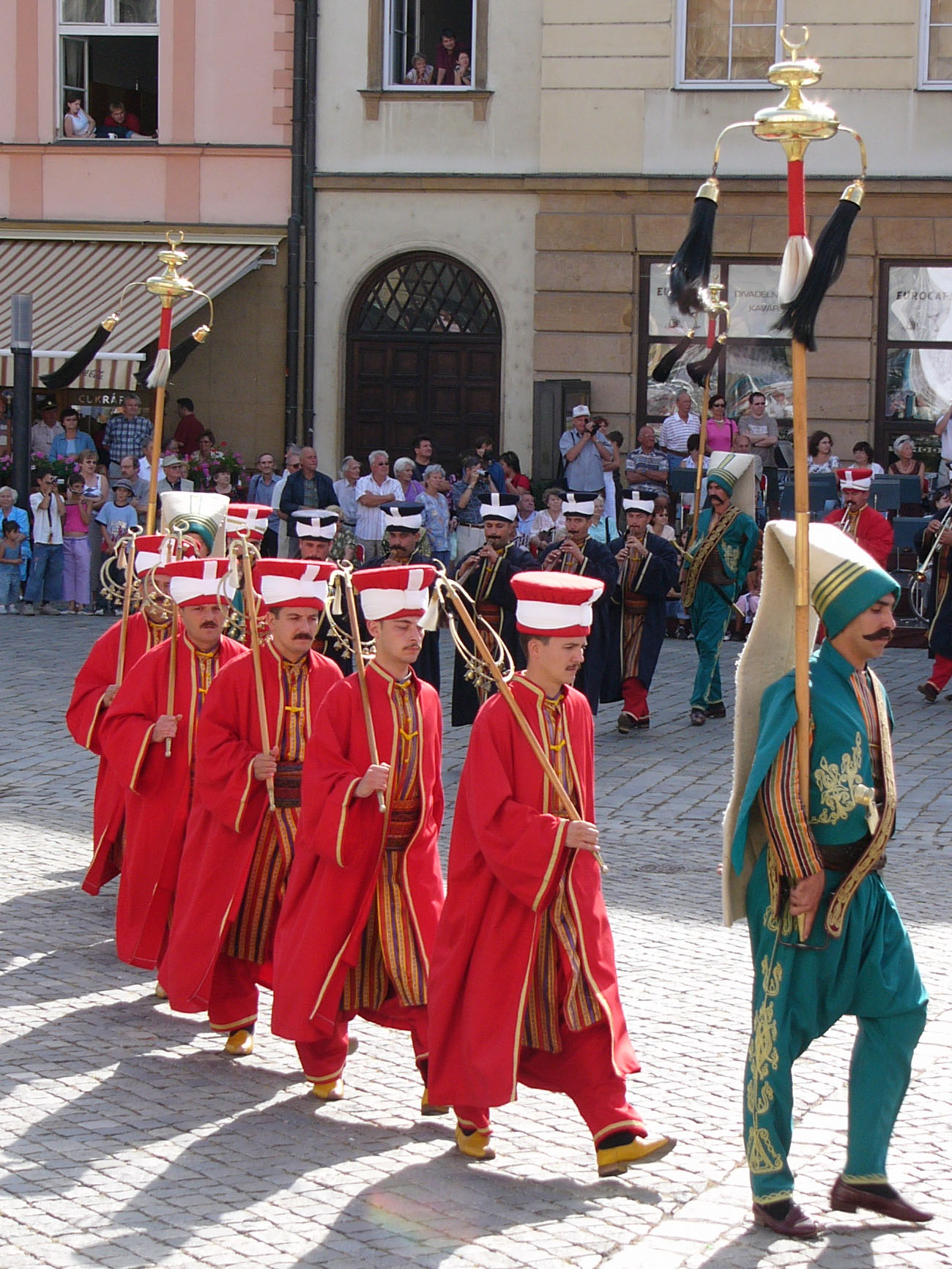
Portador de chinesco o cevgen en banda turca

El chinesco, cresciente turco o cevgen (nombre turco de la versión más pequeña, çevgen) es un idiófono que suena al sacudir una cantidad variable de pequeños objetos metálicos que penden libremente de un marco. Específicamente consiste en un armazón de paraguas o sombrilla al que se le atan campanillas, cascabeles o cualquier objeto metálico. El ejecutante lo hace sonar sacudiendo el armazón hacia arriba y abajo o al hacerlo girar. A modo de adorno se puede engalanar con cintas de colores. Según la clasificación de los instrumentos musicales Hornbostel-Sachs le corresponde el número 111.242.222.

## Descripción
El Diccionario de la lengua española de la Real Academia Española lo define como «instrumento musical, propio de bandas militares, compuesto de una armadura metálica de la que penden campanillas y cascabeles, y todo enastado en un mango de madera para hacerlo sonar sacudiéndolo a compás».
El instrumento, generalmente de entre 2 y 2,5 m de largo, consiste en un poste vertical de madera rematado con un adorno cónico de metal y con travesaños en forma de media luna, también de metal. En los travesaños y en otras partes del instrumento hay numerosas campanas. A menudo, de una de las medias lunas se suspenden dos plumas de cola de caballo de diferentes colores; ocasionalmente tienen la punta roja, símbolo del campo de batalla. No existe una configuración estándar para el instrumento, y de los muchos conservados en los museos, apenas dos son iguales.
El instrumento se sostiene verticalmente y, cuando se toca, se agita hacia arriba y hacia abajo o se tuerce. A veces hay un mecanismo de manivela con engranajes para girarlo.
El instrumento es prominente en las bandas de música de la Bundeswehr alemana, la Legión Extranjera Francesa, las Fuerzas Armadas Rusas, las Fuerzas Armadas de Chile, las Fuerzas Armadas de Bolivia y en las bandas militares otomanas. Durante su existencia, la Unión Soviética produjo variantes del instrumento para bandas militares, con plumas artificiales rojas y el remate de estrella roja.

## Aspectos no musicales
El creciwnte turco tenía un valor simbólico para las unidades militares que lo utilizaban. El 88.º Regimiento de Infantería (Connaught Rangers) capturó uno en la batalla de Salamanca en 1812. Se convirtió en un objeto de orgullo y veneración en los desfiles ceremoniales del regimiento.
A principios del siglo XX, el creciente turco se utilizaba en procesiones en honor a importantes dignatarios. Eran girados hábilmente por intérpretes, de la misma manera que los tambores mayores manejan hoy las batutas. Este aspecto sobrevive hoy en el uso del creciente turco como objeto simbólico en las bandas militares.

## Historia

### Origen
Su procedencia remite a la çağana, un bastón ceremonial de antiguo origen persa o centroasiático adoptado en Anatolia occidental por los turcos, coronado por una media luna y un adorno de metal con forma de sombrero chino, valorado por los europeos como trofeo de guerra durante los periodos de conflicto con Turquía y adoptado por las bandas musicales europeas.
Su introducción en Europa —donde es llamado Schellenbaum en alemán, chapeau chinois en francés, y Turkish jingle o Jingling Johnny en inglés— se debió a las bandas militares que acompañaban al ejército otomano, entonces en  territorio europeo, y que fueron conocidas como bandas de «música jenízara». Los instrumentos de una banda otomana son: boru (trompeta natural), çevgen (sonajero metálico), davul (tambor cilíndrico), kös (tambor grande), nakkare (timbal pequeño, usado en par), zil (címbalo, usado en par) y zurna (oboe antiguo).

### En Argentina

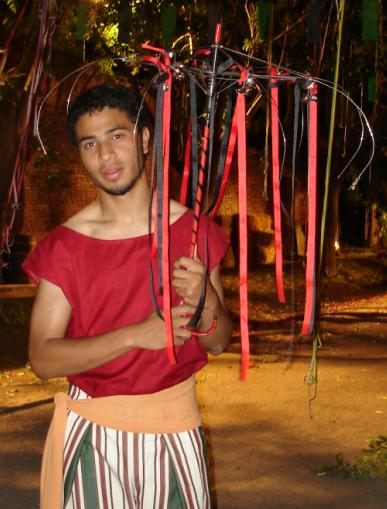
Un integrante de la Comparsa Negros Argentinos de la Asociación Misibamba. Comunidad Afroargentina de Buenos Aires, durante el rodaje de la película Felicitas tocando el chinesco (2008)

Es probable que la acepción “chinesco” entre los afroporteños no fuera sui generis sino una adjetivación usual en el Buenos Aires decimonónico para objetos de factura o carácter exótico, que se remonta a la difusión del chinoiserie o estilo chinesco, originado en la Europa del siglo XVII y que para finales del XIX estaba en franca decadencia. Esto se podría fundamentar en una nota del periódico afroporteño La Broma (16-jun-1881) en la cual, al describir las donaciones de objetos efectuadas para una rifa, se mencionan "un tintero chinesco" y "una relojera chinesca". Se considera la idea de que el chinesco afroporteño pudo haber surgido como una imitación del cresciente turco, realizado con los materiales disponibles.

## Galería

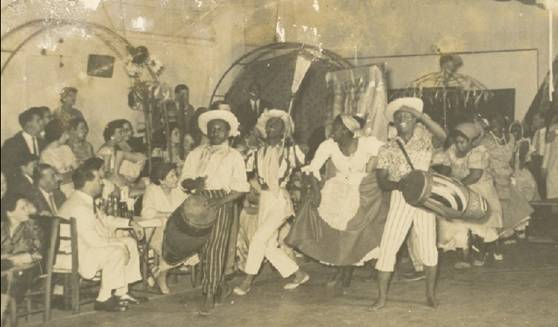
Se ve un chinesco en el ángulo superior derecho, al fondo de esta foto. Esta es una fotografía tomada en el espectáculo Cabalgata del candombe (evocaciones negras del Río de la Plata), realizado en la peña “El Pial" (Foto Bruno, Buenos Aires, ca. 1965)
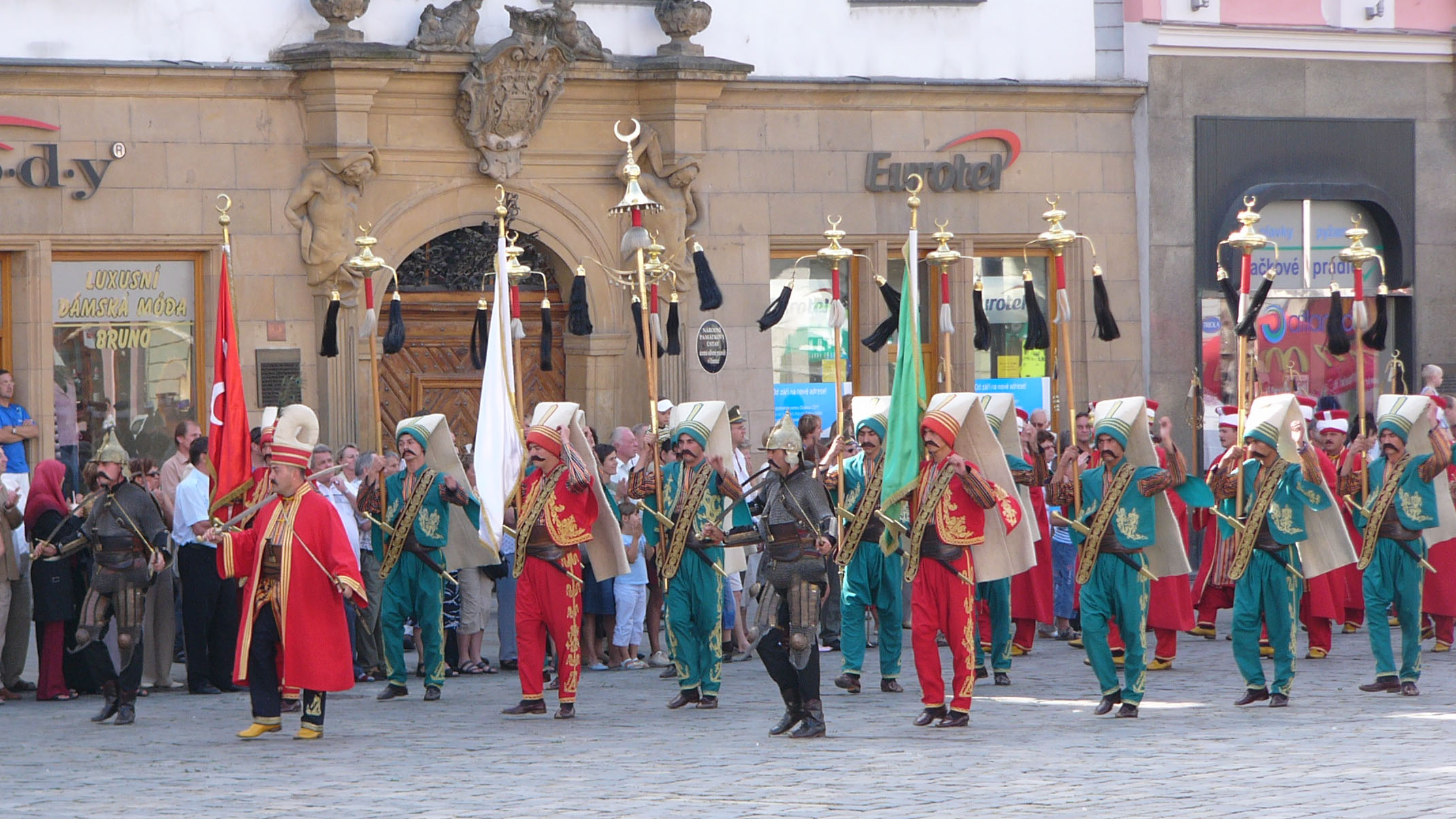
Tropa mehter turca
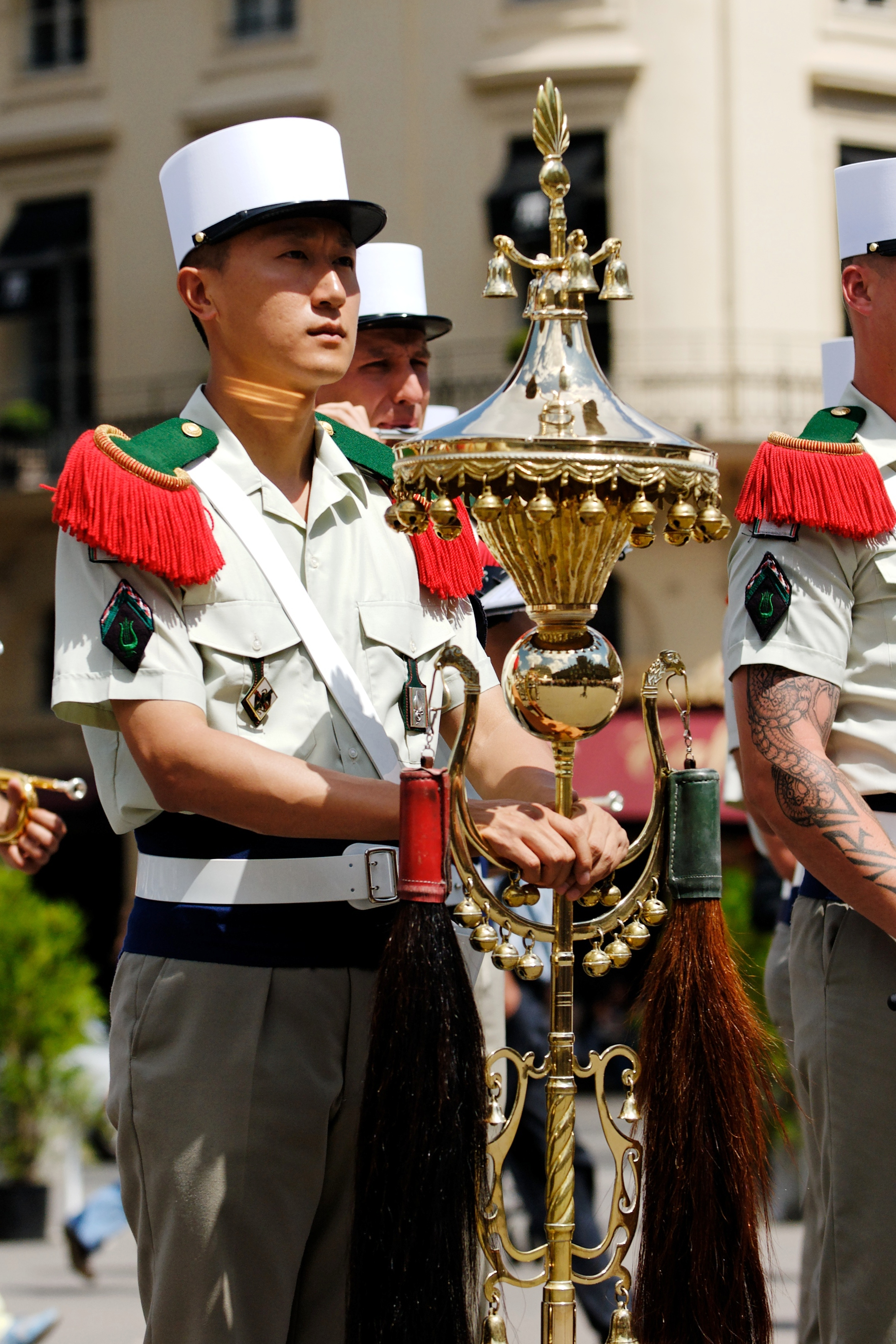
Chinesco de la Legión Extranjera de Francia
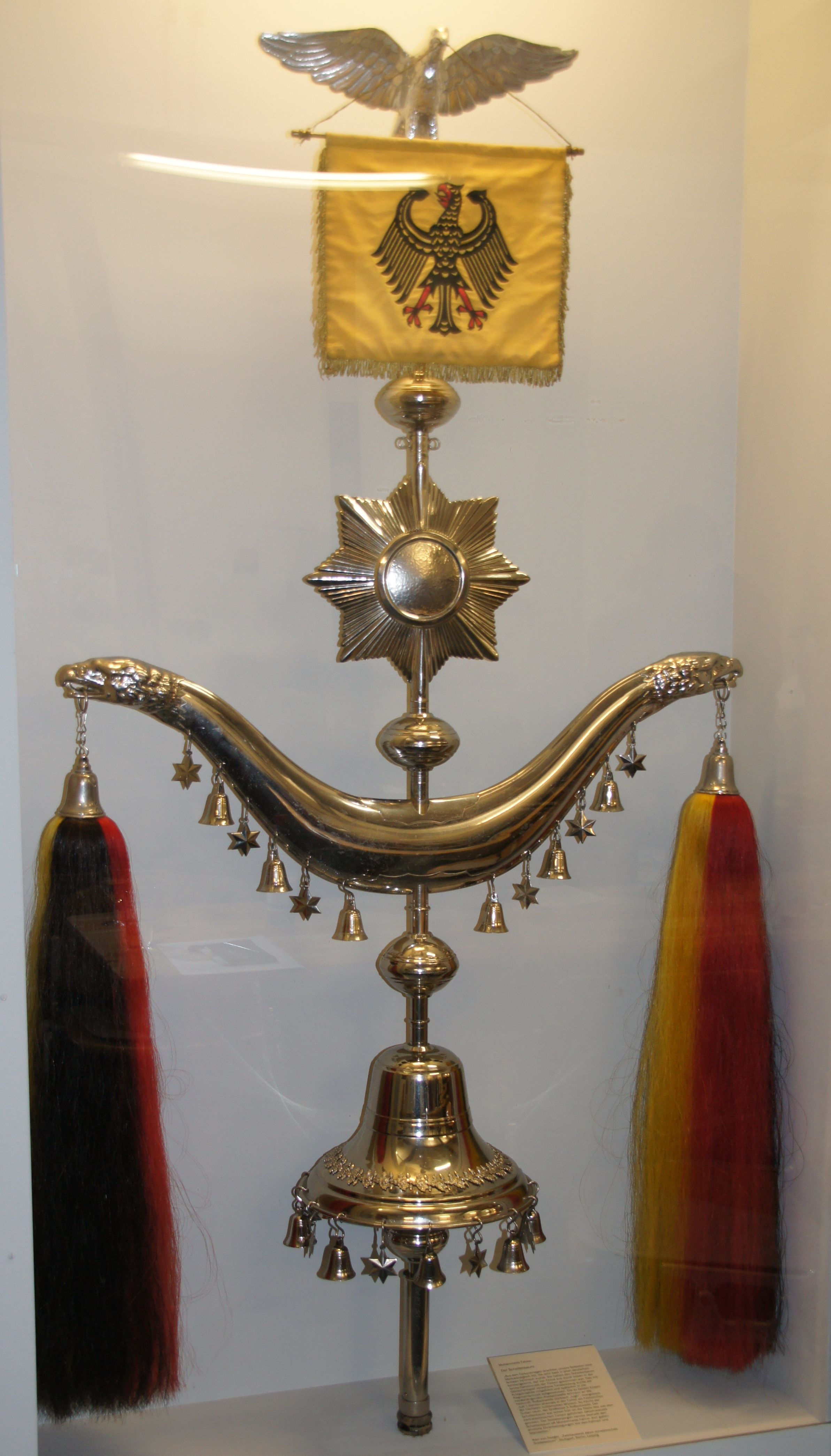
Chinesco alemán de la Bundeswehr
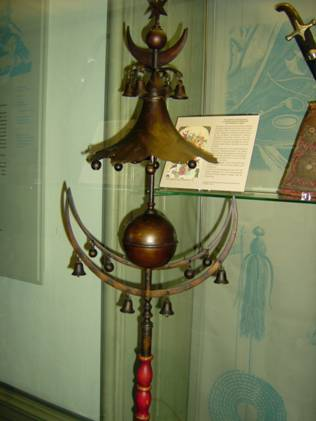
Chinesco turco en un museo alemán
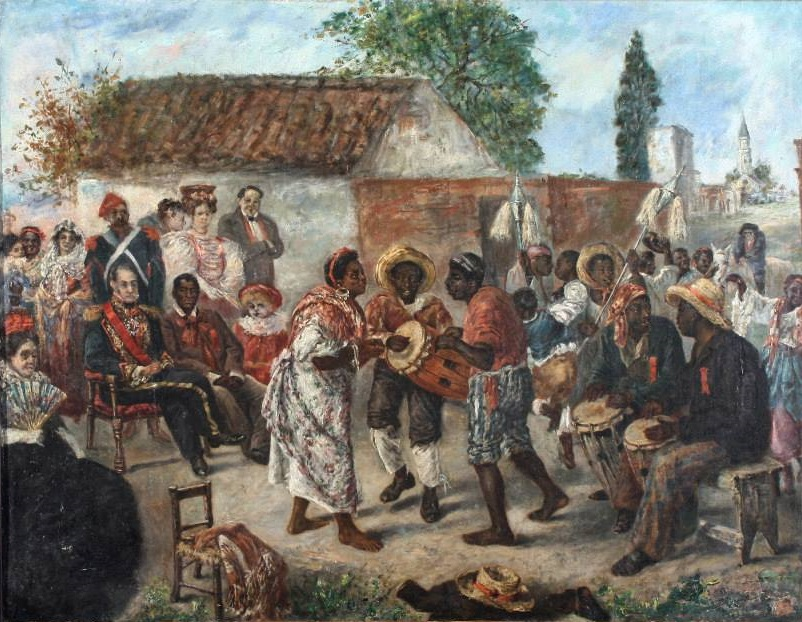
Una masacalla, utilizada por los afroargentinos, tiene dos colas de caballo y una punta puntiaguda (como un sombrero chino).
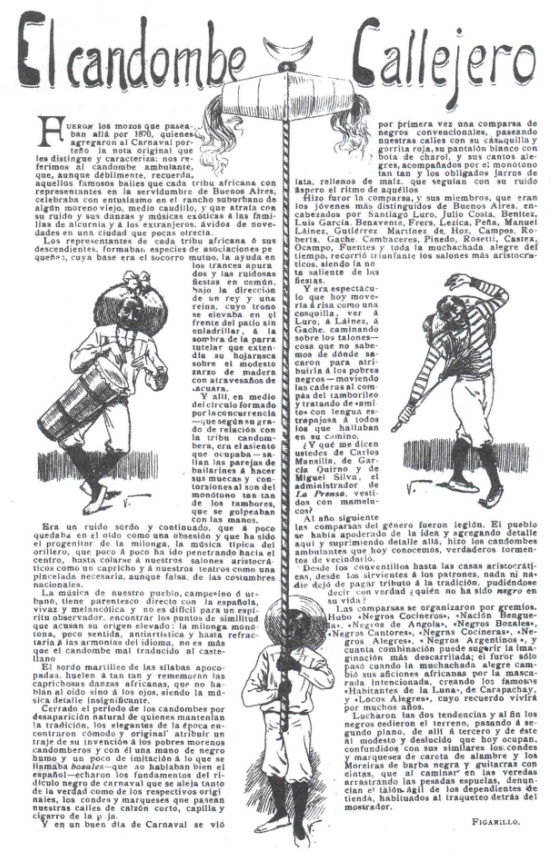
Una masacalla, utilizada por los afroargentinos, tiene dos colas de caballo y una media luna.